# Rosa Guerra
Rosa Guerra (Buenos Aires, 1834 - 18 de agosto de 1864) fue una educadora, periodista y escritora argentina. Fue una mujer pionera en el mundo de las letras argentinas. Fundó dos periódicos: La Camelia, dedicado a difundir las ideas de igualdad entre los sexos, y La Educación. Periódico religioso, poético y literario. También colaboró en los periódicos La Nación Argentina, El Nacional y La Tribuna. Publicó la novela Lucía Miranda sobre el tema de la cautiva; La Camelia, y un drama en verso, Clemencia. De manera póstuma se publicó su libro de poemas, Desahogos del corazón.  

## Obra
Rosa Guerra empieza con su tarea como periodista cuando Juan Manuel de Rosas es destituido del poder.

### La Camelia
La Camelia comenzó a publicarse el 11 de abril de 1852 e imprimió su último número el 11 de mayo de 1852, llegando a imprimir catorce fascículos. El crítico Néstor Tomás Auza afirma que en realidad fueron 31 números. El periódico era escrito en su mayoría por mujeres, y se financiaba mediante la suscripción. Al principio Guerra negó su participación en el proyecto pero más tarde reconoció ser su fundadora. El periódico tenía como eslogan "Libertad! No licencia; igualdad entre ambos secsos". Fue uno de los primeros periódicos en plantear abiertamente la necesidad de que las mujeres tuvieran acceso a la educación.

### Lucía Miranda
La novela Lucía Miranda trata el tema de la cautiva, un mito que apareció por primera vez relatado en Ruy Díaz de Guzmán y que también fue abordado por Eduarda Mansilla en su novela homónima. La novela de Guerra narra la historia de Lucía Miranda, la esposa de un español que acompaña a Sebastián Gaboto en su expedición por el Río de La Plata y es capturada por los indios en la destrucción del fuerte Sancti Spiritus. La novela presenta un modelo de mujer cristiana, sumisa y fiel.